# Alciopa reynaudii
Alciopa reynaudii är en ringmaskart som beskrevs av Jean Victor Audouin och Milne-Edwards 1833. Alciopa reynaudii ingår i släktet Alciopa och familjen Alciopidae. Arten har ej påträffats i Sverige. Inga underarter finns listade i Catalogue of Life.